# 2004 (musikalbum)
2004 är den svenska gruppen Noices sjätte studioalbum, utgivet 2004. Låtarna är återinspelningar med nye sångaren Marcus Öhrn. Enligt Peo Thyrén var skivan tänkt att vara en soloskiva från Marcus Öhrn, men Mariann Grammofon valde utan hans vetskap att ge ut skivan som en Noice-skiva.

## Låtförteckning
1. "Bedårande barn av sin tid"
2. "En kväll i tunnelbanan"
3. "I natt é hela stan vår"
4. "Romans för timmen"
5. "Du lever bara en gång"
6. "Amerikanska bilar"
7. "Dolce vita (Det ljuva livet)"
8. "Svart läder"
9. "Vi rymmer bara du och jag"
10. "Ut i natten"
11. "Nina"

## Musiker
- Marcus Öhrn - sång
- Richard Evenlind - Gitarr
- Peo Thyrén - elbas
- Fredrik von Gerber - trummor

## Listplaceringar
| Lista (2004) | Topplacering |
| ------------ | ------------ |
| Sverige      | 17           |

### Fotnoter
1. ↑  Thyrén, Peo (16 januari 2019). Från Noice till nu
2. ↑  ”Listplacering”. Arkiverad från originalet den 5 mars 2016. https://web.archive.org/web/20160305012937/http://www.hitparad.se/showitem.asp?interpret=Noice&titel=2004&cat=a. Läst 27 april 2011.